# WFV-Pokal 1980/81
Der WFV-Pokal 1980/81 war die 29. Austragung des Pokalwettbewerbs der Männer im württembergischen Amateurfußball. Titelverteidiger war die Amateurmannschaft des VfB Stuttgart, die im Finale am 20. Mai 1981 in Ludwigsburg ihren Titel mit einem 2:1-Sieg nach Verlängerung gegen die SpVgg Ludwigsburg in einem Duell zweier Oberligisten verteidigte.
Die VfB-Amateurmannschaft gewann ihren dritten Landespokaltitel, nachdem sie im Wettbewerb 1969/70 erstmals erfolgreich gewesen war und war damit Rekordpokalsieger.
Neben den beiden Finalisten qualifizierten sich die Halbfinalisten FC Tailfingen und SC Geislingen sowie der 1. FC Eislingen als Sieger einer Ausscheidungsrunde zwischen den weiteren vier Viertelfinalisten für den DFB-Pokal 1981/82. Der Pokalsieger erreichte nach einem Erstrundenerfolg über VfL Klafeld-Geisweid 08 die zweite Runde, in der er gegen die SpVgg Bayreuth ausschied. Die SpVgg Ludwigsburg (auswärts bei FV 09 Weinheim), der FC Tailfingen (auswärts beim VfL Bochum), der 1. FC Eislingen (zuhause gegen den SV Darmstadt 98) und der SC Geislingen (im Wiederholungsspiel auswärts beim VfR OLI Bürstadt) scheiterten jeweils in der ersten Hauptrunde.

## Achtelfinale
|                   | Ergebnis  |                        |
| ----------------- | --------- | ---------------------- |
| VfR Heilbronn     | 5:7 n. E. | VfB Stuttgart Amateure |
| SC Geislingen     | 6:0       | TSV Rot an der Rot     |
| 1. FC Eislingen   | 2:1       | FC Wangen 05           |
| SV 03 Tübingen    | 4:3 n. E. | FV Ravensburg          |
| SpVgg Ludwigsburg | 2:0       | VfR Aalen              |
| FC Tailfingen     | 1:0       | SSV Reutlingen 05      |
| FV Biberach       | 2:3       | FC Uhingen             |
| SV Rot            | 0:1       | FV Zuffenhausen        |

## Viertelfinale
|                        | Ergebnis  |                 |
| ---------------------- | --------- | --------------- |
| VfB Stuttgart Amateure | 5:0       | FV Zuffenhausen |
| SC Geislingen          | 2:0       | FC Uhingen      |
| SpVgg Ludwigsburg      | 3:2 n. V. | 1. FC Eislingen |
| SV 03 Tübingen         | 1:2       | FC Tailfingen   |

Ausscheidungsspiele zur Ermittlung der weiteren WFV-Teilnehmer am DFB-Pokal
|                 | Ergebnis |                 |
| --------------- | -------- | --------------- |
| FV Zuffenhausen | 1:3      | SV 03 Tübingen  |
| FC Uhingen      | 1:2      | 1. FC Eislingen |

|                 | Ergebnis |                |
| --------------- | -------- | -------------- |
| 1. FC Eislingen | 1:0      | SV 03 Tübingen |

## Halbfinale
|                        | Ergebnis |                   |
| ---------------------- | -------- | ----------------- |
| VfB Stuttgart Amateure | 2:0      | FC Tailfingen     |
| SC Geislingen          | 0:2      | SpVgg Ludwigsburg |

## Endspiel
| SpVgg Ludwigsburg                   | SpVgg Ludwigsburg | VfB Stuttgart Amateure | VfB Stuttgart Amateure |
| ----------------------------------- | --- | --- | ---------------------- |
| SpVgg Ludwigsburg                   | \| 20. Mai 1981 in Ludwigsburg \| \| Ergebnis: 1:2 n. V. (1:1, 1:1) \| \| Zuschauer: 2700 \| \| Schiedsrichter: Anton Ulm (Saulgau) \| | \| 20. Mai 1981 in Ludwigsburg \| \| Ergebnis: 1:2 n. V. (1:1, 1:1) \| \| Zuschauer: 2700 \| \| Schiedsrichter: Anton Ulm (Saulgau) \| | VfB Stuttgart Amateure |
| SpVgg Ludwigsburg                   | Roland Jeutter – Günther Wellm, Manfred Antl, Fritz Schweizer, Peter Steinhagen – Wolfgang Haug, Roland Bazlen (54. Jürgen Heselschwerdt), Bruno Leiprecht, Manfred Schittek – Uwe Lumpp (81. Rüdiger Hellstern), Günter Waiblinger Cheftrainer: Reiner Philipp | Siegfried Grüninger – Werner Gass, Horst-Werner Schlierer, Rainer Adrion, Werner Habiger – Etepe Kakoko, Herbert Briem, Dieter Wohlfahrt, Gunnar Weiß – Peter Reichert (73. Karl-Heinz Kornetzki), Željko Medenica (53. Andreas Bäuerle) Cheftrainer: Willi Entenmann | VfB Stuttgart Amateure |
| SpVgg Ludwigsburg                   | 1:1 Heselschwerdt (56.) | 0:1 Kakoko (54.) 1:2 Kornetzki (120.) | VfB Stuttgart Amateure |
| 20. Mai 1981 in Ludwigsburg         | | |                        |
| Ergebnis: 1:2 n. V. (1:1, 1:1)      | | |                        |
| Zuschauer: 2700                     | | |                        |
| Schiedsrichter: Anton Ulm (Saulgau) | | |                        |